# Будва (община)
Община Будва (серб./чорн. Општина Будва/Opština Budva) — община/громада в Чорногорії. Адміністративний центр общини — місто Будва Населення становить близько 16 000 (2003).
Громада розташована в південній частині Чорногорії на морському узбережжі Адріатичного моря, в історико-географічній області Будванська рив'єра. За переписом населення проведеного в Чорногорії в 2003 році чисельність мешканців общини становила близько 16 000 чоловік, які мешкали на площі 122 км².

## Національний склад
Згідно з переписом населення країни, станом на 2003 рік:
| Етничні групи                   | Населення. | Процент  |
| ------------------------------- | ---------- | -------- |
| чорногорці                      | 7.211      | 45,32 %  |
| серби                           | 6.502      | 40,86 %  |
| хорвати                         | 178        | 1,11 %   |
| не визначилися з національністю | 1.116      | 7,01 %   |
| невідомі                        | 902        | 5,70 %   |
| Загалом                         | 15.909     | 100,00 % |

## Населені пункти общини/громади
| - Бечичі (Bečići) - Близикуче (Blizikuće) - Бореті (Boreti) - Браїчі (Brajići) - Брда (Brda) - Будва (Budva) - Буляриця (Buljarica) - Віті До (Viti Do) - Дробничі (Drobnići) - Дженаші (Đenaši) - Жуковиця (Žukovica) | - Ілино Брдо (Ilino Brdo) - Калудерац (Kaluderac) - Катун Режевичі (Katun Reževići) - Крстац (Krstac) - Куляче (Kuljače) - Лапчичі (Lapčići) - Марковичі (Markovići) - Новоселє (Novoselje) - Петровац на Мору (Petrovac na Moru) - Побори (Pobori) - Подбабац (Podbabac) | - Подострог (Podostrog) - Пржно (Pržno) - Прієвор (Prijevor) - Радженовичі (Rađenovići) - Рієка Режевичі (Rijeka Reževići) - Светі-Стефан (Sveti Stefan) - Станишичі (Stanišići) - Тудоровичі (Tudorovići) - Чамі До (Čami Do) - Челобрдо (Čelobrdo) - Чучуке (Čučuke) |